# Selected Ambient Works 85–92
Az 1992-es Selected Ambient Works 85–92 Aphex Twin nagylemeze. Ez Richard D. James harmadik kiadványa, de ezen a művésznéven az első. Az album szerepel az 1001 lemez, amit hallanod kell, mielőtt meghalsz című könyvben.

## Az album dalai
|     | Cím                     | Szerző(k)        | Hossz |
| --- | ----------------------- | ---------------- | ----- |
| 1.  | Xtal                    | Richard D. James | 4:54  |
| 2.  | Tha                     | James            | 9:06  |
| 3.  | Pulsewidth              | James            | 3:46  |
| 4.  | Ageispolis              | James            | 5:23  |
| 5.  | i                       | James            | 1:17  |
| 6.  | Green Calx              | James            | 6:05  |
| 7.  | Heliosphan              | James            | 4:51  |
| 8.  | We Are the Music Makers | James            | 7:43  |
| 9.  | Schottkey 7th Path      | James            | 5:08  |
| 10. | Ptolemy                 | James            | 7:10  |
| 11. | Hedphelym               | James            | 6:00  |
| 12. | Delphium                | James            | 5:26  |
| 13. | Actium                  | James            | 7:32  |

## Közreműködők
- Aphex Twin – szintetizátor, zongora, dobgép, sampler, hoover

## Fordítás
Ez a szócikk részben vagy egészben a Selected Ambient Works 85–92 című angol Wikipédia-szócikk ezen változatának fordításán alapul.  Az eredeti cikk szerkesztőit annak laptörténete sorolja fel. Ez a jelzés csupán a megfogalmazás eredetét és a szerzői jogokat jelzi, nem szolgál a cikkben szereplő információk forrásmegjelöléseként.